# Heilig-Geist-Kirche (Tüschenbroich)

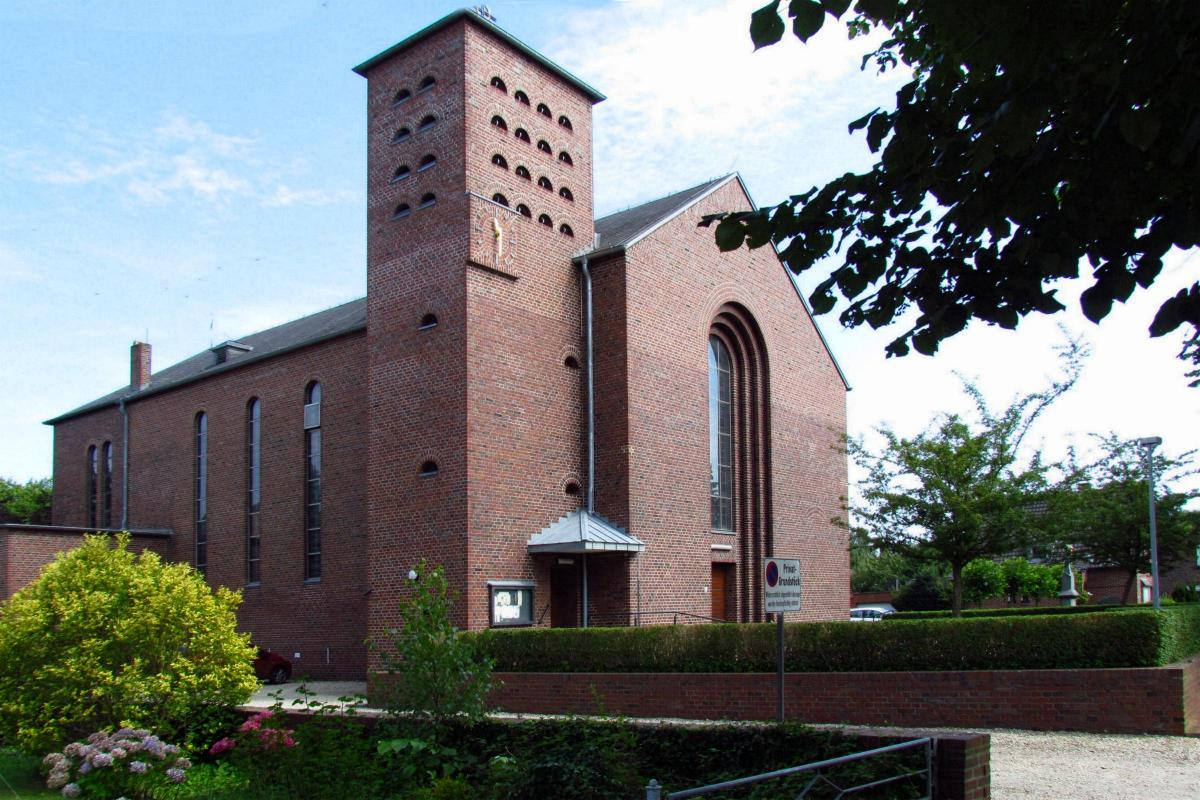
Heilig-Geist-Kirche in Tüschenbroich

Die Heilig-Geist-Kirche ist die römisch-katholische Filialkirche im Wegberger Stadtteil Tüschenbroich im Kreis Heinsberg (Nordrhein-Westfalen). 

## Geschichte
Eine erste Kapelle für Tüschenbroich wurde in den 1870er Jahren errichtet und am 24. Juni 1873 geweiht. 1907 wurde Tüschenbroich zur eigenständigen Pfarrei erhoben und die Kapelle erhielt den Status einer Pfarrkirche. Bis dahin gehörte Tüschenbroich als Filiale wahrscheinlich zur  Wegberger Pfarrei. Die Kapelle wurde Anfang der 1930er Jahre zu klein und 1932 durch einen Neubau nach Plänen des Kölner Architekten Hans Peter Fischer ersetzt. Die Grundsteinlegung fand am 12. Juli 1932 statt und die Weihe erfolgte bereits am 20. November 1932.
Seit dem 1. Januar 2013 ist Tüschenbroich keine eigenständige Pfarrgemeinde mehr. Die Pfarre wurde mit einigen anderen ehemaligen Pfarreien zur Pfarre St. Martin Wegberg fusioniert. Seitdem ist die Heilig-Geist-Kirche eine Filialkirche dieser neuen Großpfarre.

## Architektur
Heilig Geist ist eine Kirche im Baustil des Neuen Bauens nach Plänen von Hans-Peter Fischer in Nordost-Südwest-Ausrichtung. Der Bau ist eine rechteckige und zweischiffige Hallenkirche aus Backsteinen. Das Bauwerk hat eine Länge von 28 Metern und eine Breite von 9 Metern. Der Glockenturm ist im Südwesten seitlich an das Schiff angebaut. Des Weiteren ist das Bauwerk durch langgestreckte Rundbogenfenster gegliedert. Das schmale Seitenschiff wird durch rundbogige Arkaden vom Mittelschiff getrennt. Das gesamte Bauwerk ist mit einer Flachdecke überspannt.

## Ausstattung
Im Chor befinden sich eine hölzerne Kreuzigungsgruppe des Ellwangener Bildhauers Hans Scheble aus dem Jahr 1936 und ein moderner Volksaltar und ein Ambo. Im Kirchenschiff befinden sich außerdem ein Kreuzweg und eine kleine Orgel mit sieben Registern aus dem Jahr 1934 von der Orgelbauanstalt Karl Bach aus Aachen. Die Fenster sind Werke der Aachener Künstlerin Maria Katzgrau und wurden 1940 eingesetzt.

## Glocken
| Nr. | Name         | Durchmesser (mm) | Masse (kg, ca.) | Schlagton (HT-1/16) | Gießer                                                        | Gussjahr |
| --- | ------------ | ---------------- | --------------- | ------------------- | ------------------------------------------------------------- | -------- |
| 1   | Maria        | 973              | 530             | g' +4               | Hans Hüesker, Fa. Petit & Gebr. Edelbrock, Gescher            | 1965     |
| 2   | -            | 811              | 300             | b' +5               | Wolfgang Otto Schilling, Fa. Schilling und Lattermann, Apolda | 1935     |
| 3   | Heilig Geist | 747              | 250             | c" +5               | Hans Hüesker, Fa. Petit & Gebr. Edelbrock, Gescher            | 1965     |

Motiv: Te Deum